# عيناها (رواية)
عيناها (بالفارسية: چشمهایش) رواية إيرانية نُشرت عام 1952 للروائي بزرك علوي. حققت مبيعات عالية حتى بعد 66 عامًا من نشرها، كما أصبحت أول نموذج للأدب الإيراني المعاصر الذي لم يكن معروفًا في إيران قبل الثورة، اعتبرها النقاد نقطة تحول في مسار الخيال الأدبي الفارسي. وقد اشتهرت كرواية سياسية أكثر من كونها رواية عاطفية. تمت إعادة طبعها خمسة عشر مرة داخل إيران، وتُرجمت إلى عدة لغات من بينها الإنجليزية والفرنسية والألمانية والعربية.

## السرد
يمتد سرد الرواية على لسان ثلاث شخصيات: ناظر المتحف الفني، والسيدة فرنكيس، والرسام المنفي ماكان الذي يجسد بلوحاته أهم ماكان يمر به البلد أثناء فترة الشاه، يُعتقد أن شخصية الرسام ماكان هي امتدادٌ أدبي للرسام الإيراني الشهير كمال الملك.

## انظر ايضًا
- بزرك علوي.
- ساوشون.[3]